# Australien ved vinter-PL 2018
Australien deltog ved vinter-PL 2018 i Pyeongchang, Sydkorea i perioden 9.-18. marts 2018. Landet deltog med et hold på 12 atleter og tre guider. Australien sluttede som nummer 15 på medaljeoversigten, og det var dets fjerde bedste medaljehøst ved 
et vinter-PL.

## Medaljer
| 2018 Pyeongchang | Guld | Sølv | Bronze | Total |
| Australien       | 1    | 0    | 3      | 4     |

### Medaljevindere
| Medalje | Navn                                    | Sport         | Event                            | Dato      |
| ------- | --------------------------------------- | ------------- | -------------------------------- | --------- |
| Guld    | Simon Patmore                           | Snowboarding  | Snowboard cross SB-UL            | 12. marts |
| Bronze  | Simon Patmore                           | Snowboarding  | Mændenes Snowboard banked SB-UL  | 16. marts |
| Bronze  | Melissa Perrine Guide: Christian Geiger | Alpint skiløb | Kvindernes Super combined B & VI | 13. marts |
| Bronze  | Melissa Perrine Guide: Christian Geiger | Alpint skiløb | Kvindernes Giant slalom B & VI   | 14. marts |